# Дюпон, Пьер
Пьер Дюпо́н (фр. Pierre Dupont; 23 апреля 1821 года, Лион — 24 июля 1870 года, там же) — французский шансонье, поэт и завсегдатай гогетт.

## Биография
Пьер Дюпон родился 23 апреля 1821 года в городе Лионе в семье простого ремесленника. В возрасте 20 лет переехал в Париж, где познакомился с Нервалем, Готье, Бодлером, Гуно и Эмилем Деруа (последний позднее напишет его портрет).
Писал песни крайне радикального содержания; после декабрьского переворота был приговорён к ссылке, но затем помилован. Позже писал мало и в брошюре «Sur certains bruits de coalition» заявил себя сторонником империи.
Пьер Дюпон умер 25 июля 1870 года в родном городе.

## Творчество
В своих песнях Дюпон являлся подражателем Беранже. Только немногие из них затрагивают непосредственно народную сельскую жизнь, но именно в них Дюпон обнаружил свежесть поэтического темперамента, напоминающую самобытный талант Бернса.
Из песен Дюпона, музыку которых он сам сочинял вместе с текстом, самые популярные:
- «Les Boeufs»,
- «Le Braconnier»,
- «Les Louis d’Or»,
- «Chant du pain»,
- «Chant des transportés» и др.

Издавались два сборника песен Дюпона: «Chants et chansons» (1852—54) и «Chants et poésies» (1861).